# 枷板河
枷板河，史称枷板站河，是黑龙江省宾县境内的一条河流，为松花江的支流。

## 特点
明朝时候称谓嘉河（永乐四年二月建立嘉河卫）。清朝时期改名为察巴比拉。枷板河河道与历史记载无大变迁，其源头有四个：
- 元宝河（发源于三宝乡元宝村与尚忐县分界的分水岭）
- 石洞河（发源于青阳乡大青山，与元宝河于常安乡宾阳村北汇合，为枷板河中游，流向正北）
- 朝阳河
- 汤什河（朝阳、汤什二河于常安乡大兴村汇合，亦为枷板河中游，流向正北转西北）

都发源于宾县南部的大青山脉。元宝河流经三宝乡、马鞍山屯、在东兴屯西与石洞河相汇，在宾安镇万发屯与朝阳河相汇，流向西北在新甸镇注入松花江。加上元宝河的全长为65公里。丰水期水面宽93米，水深2.6米，流速2.43米/秒；枯水期水面宽10米，水深0.5米，流速0.37米/秒。伽板河上、中游各支流河总长度108.5公里，流域面积882平方公里，多年平均年径流量为12,600万立方米。